# Джон Бейтс Кларк
Джон Бейтс Кларк е американски неокласически икономист. Той е един от пионерите на маргиналистката революция и опонент на Институционалната школа по икономика. Джон Бейтс Кларк прекарва повечето от преподавателската си кариера в Колумбийския университет.

## Основни произведения
- The Philosophy of Wealth: Economic Principles Newly Formulated (Философия на богатството) (1886)
- Capital and Its Earnings (1888)
- The Distribution of Wealth: A Theory of Wages, Interest and Profits (Разпределение на богатството) (1899)
- Essentials of Economic Theory (Основни понятия по икономическа теория) (1907)
- Social Justice without Socialism (Социална справедливост без социализъм) (1914)